# Mateus dos Santos Talo
Mateus dos Santos Talo ist ein osttimoresischer Beamter und Politiker.

## Werdegang
Mindestens von 2019 bis 2023 war Talo Nationaldirektor für Berufsbildung Staatssekretariat für Beschäftigungspolitik und Berufsausbildung (SEFOPE) im Ministerium für Handel und Industrie (MTCI).
Am 1. Juli 2023 wurde Talo, in der IX. Regierung Osttimors von Premierminister Xanana Gusmão, zum Staatssekretär für lokale Entwicklung vereidigt.